# Монтажный переход
Монтажный переход — способ соединения отдельных монтажных кадров в кинематографе и на телевидении. Простейшим переходом является склейка встык (англ. Cut), когда одно изображение мгновенно заменяется на экране другим. Этот тип перехода осуществляется остановкой камеры или разрезанием и склейкой киноплёнки при механическом монтаже. К более сложным переходам относятся наплыв (англ. Dissolve), вытеснение (англ. Wipe, шторка) и затемнение (англ. Fade Out, Fade In). Последний тип перехода, который можно считать разновидностью наплыва, состоит из двух этапов, когда предыдущий кадр затемняется до чёрного экрана, а следующий кадр плавно «проявляется» из темноты. Приём, как и прямая склейка, может осуществляться как непосредственно во время съёмки плавным уменьшением и увеличением экспозиции, так и при последующей печати или электронном монтаже.

## Наплыв
Наплыв (англ. Dissolve, или «микширование», не следует путать с приёмом «наезд», выполняемым трансфокатором) предусматривает постепенную замену предыдущего монтажного плана следующим, происходящую за счёт убывания яркости одного при одновременном нарастании яркости другого. Впервые такой способ соединения изображений возник как кинотрюк, показывающий превращение одного объекта в другой. В современном кино и на телевидении чаще всего такой тип перехода используется для обозначения разрыва во времени между действиями в соседних кадрах. В кинематографе изготовление наплыва было возможно непосредственно в процессе съёмки за счёт изменения угла раскрытия обтюратора киносъёмочного аппарата. Ряд кинокамер (например, «Родина» 3КСХ, «Дружба») снабжался механизмом автоматического наплыва, изменявшим угол раскрытия обтюратора сначала в сторону уменьшения, а после обратной перемотки киноплёнки к началу перехода — в сторону увеличения. Этот же механизм пригоден для получения перехода затемнением: в этом случае перемотка плёнки не требуется.
Однако, в большинстве случаев наплыв изготавливался в процессе промежуточного контратипирования. Для этого соединяемые части негатива обрабатывались специальным прибором в растворе ослабителя таким образом, чтобы на протяжении перехода получить плавное убывание оптической плотности. После этого с обоих отрезков негатива печатались промежуточные позитивные копии, а с них за два прохода печатался дубльнегатив, в котором получался плавный переход. Нормальной плотности начальных кадриков первого монтажного плана при этом соответствует отсутствие изображения на втором отрезке киноплёнки, к концу перехода плавно изменяясь к обратному соотношению. Точное совпадение начала и конца перехода на обоих монтажных кадрах достигалось синхронизацией лентопротяжного механизма кинокопировального аппарата по меткам на интерпозитивах. Полученный отрезок вклеивался в общий дубльнегатив.

## Затемнение
Переход с таким названием выглядит, как плавное снижение яркости одного монтажного кадра до полной темноты, и последующее нарастание яркости другого кадра. В некоторых случаях таким образом оформляются начало или концовка фильма. В режиссёрском сценарии переход обозначается «в затемнение» (англ. Fade-Out) и «из затемнения» (англ. Fade-In). В раннем кинематографе переходы этого типа выполнялись так же, как и наплыв, с помощью постепенного открытия или закрытия обтюратора. Позднее для сохранения ценного негатива переходы стали делать при контратипировании. Ещё один приём, популярный до конца 1940-х годов, имеет промежуточный характер между затемнением и вытеснением, и применялся для обозначения логического завершения или начала эпизода или части фильма. При таком переходе изображение оказывается в круге на чёрном фоне с непрерывно уменьшающимся или, наоборот, увеличивающимся диаметром. Приём выполнялся с помощью дополнительной ирисовой диафрагмы, размещённой за объективом киносъёмочного аппарата вблизи от киноплёнки. В открытом состоянии эта диафрагма не перекрывает никаких частей кадрового окна, а её оправа может в некоторых пределах смещаться относительно центра изображения. Закрывая или открывая эту диафрагму вручную, оператор завершал кадр, или начинал его аналогично выходу из затемнения. Такое приспособление характерно для американских кинокамер, например Bell & Howell 2709 и Mitchell NC.

## Вытеснение
Другое название «шторка» (англ. Wipe). Более сложный тип перехода, предусматривающий замену изображения с помощью плавно перемещающейся границы между предыдущим и последующим монтажными кадрами. На фоне одного изображения появляется часть другого, которое, постепенно увеличиваясь, полностью заменяет первое.
Вытеснения бывают прямыми и фигурными, когда граница имеет сложную форму круга или прямоугольника. Например, при центральном вытеснении новое изображение появляется в небольшом круге, который плавно растёт, постепенно занимая весь экран следующим кадром. Простейший способ изготовления вытеснения возможен при покадровой съёмке и одновременном плавном вдвигании каше, установленного перед объективом камеры. Затем, после перемотки киноплёнки назад на начало перехода, каше плавно выдвигается в обратную сторону. Однако, для кадров, снимающихся с нормальной частотой, такая технология непригодна.
При оптической технологии кинопроизводства вытеснение осуществляется в процессе изготовления промежуточных контратипов. Для изготовления вытеснений выпускались специальные машинки, с помощью которых на негативах покадрово размечались границы вытеснения. Для создания простейшего вытеснения с прямой вертикальной границей на кадриках соответствующего отрезка негативов стыкуемых монтажных кадров частично удалялся эмульсионный слой. После разметки на машинке, обеспечивавшей плавность смещения границы вытеснения на экране, остро отточенным резцом срезалась эмульсия той части кадрика, которая должна быть замещена изображением соседнего кадра. Последний обрабатывался таким же образом, чтобы обеспечить совпадение границ перехода на одноимённых кадриках. С обработанных таким образом негативов стыкуемых кадров печатались их позитивные копии, где удалённым участкам эмульсии соответствовали чёрные площадки. С полученных отрезков позитива за два прохода печатался дубльнегатив, на котором совмещались изображения двух стыкуемых кадров. При другом способе изготовления шторок участки кадра не удалялись на негативе, а закрашивались на дубль-позитиве, что укорачивало процесс и сохраняло оригинальный негатив.
Для создания переходов более сложной формы в виде круга или веера использовались специальные покадровые шаблоны, позволявшие размечать границу срезания или закрашивания эмульсии на обоих монтажных кадрах. На чёрно-белой киноплёнке соответствующие участки эмульсии удалялись после разметки при помощи едкого натра. Сложность процесса создания наплыва и вытеснения вынуждала выполнять их в цехе комбинированных съёмок. Однако, в некоторых случаях вытеснение, особенно фигурное, может служить дополнительным выразительным средством при переходе между разными смысловыми частями. Например, в сцене сбора шабаша ведьм фильма «Четыре комнаты» после слов героини «Тогда почему мы спим вместе?» переход к следующему кадру происходит вытеснением в форме увеличивающегося вопросительного знака, подчёркивая двусмысленность ситуации.

## Цифровые переходы
В отличие от кинематографа, где несмотря на трудоёмкость, сложные переходы могут выполняться сравнительно простым оборудованием, в телевидении наплыв и вытеснение долгое время оставались недоступны. Структура телевизионного сигнала требовала специальных электронных устройств и кадровой памяти для получения переходов. Впервые простейшие разновидности наплыва и вытеснения на телевидении были получены в 1966 году с помощью видеомикшеров компании GVG (в настоящее время «Grass Valley»). Переходы осуществлялись при многокамерной съёмке в прямом эфире, а для предварительно записанных программ стали доступны только с развитием технологий электронного видеомонтажа. В последнем случае склеиваемые кадры должны были находиться на разных магнитных лентах, поскольку требовали двух видеомагнитофонов, использовавшихся в качестве источников для третьего. В случае сложной склейки разных кадров, записанных на одной кассете, требовалось копирование одного из них на другую ленту (т. н. «B-Roll»).
Неограниченная свобода использования наплыва и вытеснения появилась только в нелинейном монтаже.
Большинство современных видеоредакторов поддерживает все виды вытеснения. Кроме базовых типов «шторок» могут использоваться дополнительные, поставляемые в составе плагинов и расширений для основного приложения. При цифровой технологии кинопроизводства Digital Intermediate вытеснения создаются средствами нелинейного монтажа в компьютере, значительно облегчая процесс. В современном кино монтажные переходы создаются только по цифровой технологии.